# Mladen Koščak
Mladen Koščak (Zágráb, 1936. október 16. – Zágráb, 1997. augusztus 3.) olimpiai ezüstérmes jugoszláv válogatott horvát labdarúgó, hátvéd.

## Pályafutása

### Klubcsapatban
1955 és 1963 között a Dinamo Zagreb labdarúgója volt, ahol egy jugoszláv bajnoki címet és két kupagyőzelmet ért el a csapattal.

### A válogatottban
1956-ban négy alkalommal szerepelt a jugoszláv válogatottban. Tagja volt az 1956-os melbourne-i olimpián ezüstérmes csapatnak.

## Sikerei, díjai
Jugoszlávia
- Olimpiai játékok
  - ezüstérmes: 1956, Melbourne

 Dinamo Zagreb
- Jugoszláv bajnokság
  - bajnok: 1957–58
- Jugoszláv kupa
  - győztes (2): 1960, 1963